# Польсько-чехословацький договір (1967)
Польсько-чехословацький договір 1967 — договір між ПНР і ЧССР про дружбу і взаємну допомогу, підписаний 1 березня 1967 року у Варшаві. З польської сторони договір підписали перший секретар ЦК ПОРП В. Гомулка, голова Державної ради Е. Охаб та голова Ради Міністрів Ю. Циранкевич, з чехословацької сторони — перший секретар ЦК КПЧ, президент ЧССР А. Новотний і голова уряду Й. Ленарт. Укладено строком на 20 років.
Договір передбачав подальше зміцнення дружби між обома державами, розвиток всебічного співробітництва і надання взаємодопомоги на основі принципів рівноправності, взаємної поваги, суверенітету і невтручання у внутрішні справи. Відповідно до Варшавським договором 1955 року сторони зобов'язалися вживати всі необхідні заходи для недопущення агресії з боку сил мілітаризму і реваншу. У разі збройного нападу на одну зі сторін будь-якої держави або групи держав інша сторона негайно надасть їй військову і всяку іншу допомогу.
Сторони констатували, що Мюнхенська угода 1938 року була порушенням принципів міжнародного права і тому була з самого початку недійсною. Сторони зазначили, що будуть прагнути до забезпечення європейської безпеки, істотним фактором якої є непорушність існуючих державних кордонів у Європі. Сторони заявили про рішучість послідовно проводити політику мирного співіснування держав з різним суспільним ладом, продовжувати зусилля для забезпечення миру і безпеки, пом'якшення міжнародної напруженості, припинення перегонів озброєнь, досягнення загального і повного роззброєння, ліквідації колоніалізму і неоколоніалізму в будь-якій формі.